# 保護美國人免受外國對手控制的應用程式侵害法案
《保護美國人免受外國對手控制的應用程式侵害法案》（簡稱：PAFACA），是美國國會於2024年4月24日通過的一項法律，編號為《公共法第118-50號》。根據該法案條文指，若美國總統及相關部門認定某些社交網絡服務為「外國對手控制的應用程式」，這些服務將在270至360天內被禁止。此定義涵蓋網站和應用程式，包括手機應用。該法案明確針對字節跳動及其子公司，包括TikTok，無需額外確認。如果這些應用程式被出售且不再由敵對國家控制，該法案將失效。
PAFACA由眾議員麥克·加拉格爾和拉賈·克利胥納莫提在第118屆美國國會期間提出，此前聯邦立法者曾多次試圖禁止TikTok。在2024年3月13日，眾議院通過該法案。修訂版於4月20日以作為附加條款的一部分通過眾議院，並於4月23日獲得參議院批准。
該法案引發TikTok、字節跳動以及多個倡導團體和企業的大量遊說活動。批評者認為，強制出售的威脅可能違反《美國憲法第一修正案》，或者受到針對以色列—哈馬斯戰爭的政治觀點影響，並認為應該出台全面的隱私法案，而非針對TikTok。TikTok和字節跳動於2024年5月7日對該法案提出訴訟。美國哥倫比亞特區巡迴上訴法院和美國最高法院一致裁決該法案合憲。
拜登政府將法律的執行責任留給即將上任的特朗普政府。TikTok於2025年1月18日關閉其網站作為預防措施。Google和Apple於2025年1月19日將其從各自的應用商店中移除。然而，在當選總統當勞·特朗普表示他將在就職時給予TikTok90天的寬限期後，服務在同一天恢復。

## 背景
TikTok在美國的每月活躍用戶超過1.5億。自2020年以來，該公司受到關注，美國國家安全官員和立法者警告其母公司字節跳動與中國的聯繫構成國家安全風險，中華人民共和國政府可能會訪問TikTok數據以監視美國人。

### 先前的監管行動
2019年5月，時任美國總統當勞·特朗普簽署《第13873號行政命令》，宣佈美國資訊及通訊技術和服務供應鏈安全（ICTS）進入國家緊急狀態。隨後，他於2020年8月簽署《第13942號行政命令》，依據《國際緊急經濟權力法》(IEEPA）強化之前的命令，指示商務部部長限制TikTok在美國的運營。TikTok和字節跳動提起訴訟，認為第《13942號行政命令》超出IEEPA的授權範圍，法院最終支持TikTok和字節跳動，對該命令頒佈初步禁令，禁止其執行。
2019年，美國海外投資委員會（CFIUS）針對字節跳動收購musical.ly（後來與TikTok合併）進行回溯性國家安全審查，並將交易提交給特朗普決定。這表明CFIUS無法消除該交易可能引發的國家安全風險。2020年8月，特朗普根據《國防生產法》（DPA）第721條發佈出售令，要求字節跳動出售支持TikTok在美國運營的資產及相關數據。TikTok和字節跳動則提起訴訟，指控該命令違反《美國憲法第五修正案》的正當程序和徵用條款以及《行政程序法》。
在《第13942號行政命令》的訴訟禁令即將到期之際，時任美國總統祖·拜登根據《第14034號行政命令》撤銷《第13873號行政命令》和《第13942號行政命令》，雙方也自願撤銷對《第13942號行政命令》的訴訟。《第14034號行政命令》要求商務部長更廣泛地識別和應對來自外國互聯網和軟體應用程式的國家安全威脅，但保留國家緊急狀態的宣告及DPA的出售令。
2021年1月，商務部根據《第13873號行政命令》發佈ICTS供應鏈的臨時最終規則，並於2023年6月發佈最終規則。然而，截至2023年9月，商務部尚未根據該規則阻止任何交易，只根據該規則向在美國提供ICTS的中華人民共和國公司發出傳票。在拜登上任後，相關公司與政府聯合請求將DPA出售令案件擱置，雙方試圖達成協議，法院於2021年2月批准此請求，並要求政府每60天提交一次談判進展報告。2022年12月，拜登簽署《2023年綜合撥款法案》的一部分——《禁止政府設備使用TikTok法案》，要求行政管理和預算局（OMB）制定指南，限期要求聯邦機構從所有政府電腦及資訊技術設備中移除TikTok，相關指南於2023年2月發佈。

### 國家安全隱憂
2024年3月，國家情報總監（ODNI）指出，中華人民共和國的TikTok帳戶「據稱在2022年美國選舉期間針對候選人」，而且無法排除中國利用TikTok影響2024年美國選舉的可能性。美國執法和情報機構的其他成員表示，中國可能利用用戶數據進行影響操作，並認為TikTok可以監控用戶活動。美國國務卿安東尼·布林肯表示，TikTok必須「以某種方式結束」。
中方則表示，任何針對TikTok的出售行動都必須符合 中華人民共和國出口管制規定。一名前特朗普政府官員稱，字節跳動須遵守《中華人民共和國國家情報法》，即使出售後，TikTok仍需清除其源代碼。美國商務部指出，字節跳動與中國共產黨有密切關係，並於2019年與公安部公共關係局簽署協議。2021年，網宿科技在中國互聯網投資基金的協助下，收購字節跳動子公司1%黃金股及得到一席董事會席位，該子公司擁有TikTok的技術。
2021年，公民實驗室的研究顯示，TikTok沒有將數據直接傳送至中國政府或中國伺服器，但也無法排除非中國伺服器可能轉發數據的可能性。根據洩露的材料，《BuzzFeed News》在2022年6月報導指，字節跳動中國員工多次訪問美國用戶數據。字節跳動最終解雇了四名員工（兩名在中國，兩名在美國），這些員工曾訪問至少兩名記者的用戶數據，以找出洩密來源。
網絡安全研究顯示，TikTok收集的數據量與其他競爭對手相當、更多或更少。2023年，《福布斯》報導指，TikTok付費給美國內容創作者和企業的納稅人識別號，包括社會保障號碼，被存儲在中國，且字節跳動員工可以訪問；此外，據《福布斯》看到一個內部TikTok信息軟件，在中共二十大前曾被中國網絡安全部門檢查。一名前高管在起訴字節跳動非法解僱案中稱，中國共產黨在字節跳動的黨支部曾在2018年獲得香港親民主活動人士的用戶數據；另一宗於2019年的訴訟則指控，使用者數據被收集並傳送到中國伺服器。
TikTok和字節跳動承認，其2019年和2020年的政策（現已不適用於全球）曾用於壓制中國及其他國家政治敏感話題，但聲稱此舉是為了「減少平台上的衝突」。2023年11月，美國情報界成員和澳大利亞戰略政策研究所研究員對TikTok和其他社交媒體平台可能被中國用來塑造政治敘事表示擔憂。

### 批評
部分網絡安全專家認為，所提出的國家安全擔憂多屬假設，缺乏足夠的公開證據顯示美國用戶數據已被中華人民共和國政府訪問或共享，有些聲明甚至被認為過於誇大。拜登在擔任總統期間也曾使用TikTok，而特朗普則改變他之前的立場。《大西洋》雜誌的查理·沃澤爾指出，該法案的通過過程過於匆忙。記者肯·克利彭斯坦則認為，誰擁有TikTok或許並不重要，因為俄羅斯曾在2016年美國選舉中利用Facebook進行干預，而並未擁有該平台。
TikTok表示，公司定期對企圖秘密影響網絡的行為採取行動，並參與過「超過150次全球選舉」。字節跳動註冊於開曼群島，而TikTok公司則註冊於美國加利福尼亞州和特拉華州，且宣稱60%的字節跳動股份由全球機構投資者持有。為回應立法者對數據隱私的憂慮，TikTok推出了一項名為「Project Texas」的計劃，將所有美國數據存儲在由甲骨文公司員工監控的本地伺服器。

### 親巴勒斯坦主題標籤
2023年，以色列為回應哈馬斯的襲擊而轟炸加沙地帶後，TikTok上親巴勒斯坦內容顯著增多。威斯康星州眾議員邁克·加拉格爾在推動禁令時譴責該平台上「猖獗的親哈馬斯宣傳」，參議員喬希·霍利和馬可·魯比奧也持相似立場。蓋洛普的民調顯示，自2010年以來，更傾向使用TikTok的年輕美國人對巴勒斯坦的同情度高於對以色列。
公司否認有意推廣親巴勒斯坦主題標籤，稱中東和東南亞等地區的用戶瀏覽量和內容佔比重大，很容易選擇性使用主題標籤以支持特定敘事。一些標籤可能擁有較少影片但獲得更多瀏覽量，或是比新標籤更為久遠。

## 條款
《保護美國人免受外國對手控制的應用程式侵害法案》禁止網絡託管服務和應用程式商店分發、維護或更新「敵對國家控制的應用程式」，除非該應用程式的所有者在被指定為敵對國家控制的應用程式後的270天內進行「合格的出售」。這實際上禁止這些受影響的服務在美國市場上的運營。該法案明確將TikTok及其母公司字節跳動及其子公司的應用程式指定為外國對手控制的應用程式，而其他公司的應用程式如果符合以下條件，也可能被列入此類：
1. 應用程式是一個「網站、桌面應用、移動應用或增強或沉浸式技術應用」，允許註冊用戶「生成、分享和查看文本、圖像、視頻、實時通訊或類似內容」，並擁有至少100萬月活躍用戶，除非該應用的「主要目的」是讓「用戶發佈產品評論、業務評論或旅遊信息和評論」[58][59]；
2. 該應用由在美國根據《美國法典》第10編第4872(d)(2)條被指定為敵對國家的國家註冊、總部設在、主要經營地位於或依據該國法律組織的人員運營[b]，或由此類人員持有至少20%股份的公司運營[58][59][63]；
3. 該應用被總統認定為對國家安全構成重大威脅[58][59][62]。

如果已確定合格出售的途徑，並在執行上取得「重大」進展，並且有法律約束力的協議來促進出售，總統可以將出售期限延長最多90天。根據《PAFACA法案》，出售要符合條件，總統必須通過跨部門流程確定交易完成後該應用不再受敵對國家控制或與敵對國家無運營關係，並且交易完成後法案的限制不再適用。然而，《PAFACA法案》並未強制要求指定應用的所有者進行出售。在出售期限之前，擁有該應用程式的公司必須應用戶要求提供其數據，並以機器可讀格式提供。未遵守分發、維護和更新限制的網絡託管服務和應用程式商店將面臨每名美國用戶5000美元的罰款，而未按要求向美國用戶提供數據的指定應用程式所有者將面臨每名用戶500美元的罰款。
根據《PAFACA法案》條款，美國司法部長有權調查可能的違規行為，並在確定違規行為後，在美國聯邦地區法院提起訴訟，追求民事罰款或宣告判決或強制救濟，但《PAFACA法案》未明確規定司法部長可通過行政程序採取哪些行動來執行該法案。根據《PAFACA法案》條款，挑戰該法律本身或根據該法律作出的決定的審查請願書只能向美國哥倫比亞特區巡迴上訴法院提出。在第118屆美國國會中，其他法案提議取消《國際緊急經濟權力法》中允許挑戰《第13942號行政命令》的例外情況，並授權行政部門對擁有指定應用程式的公司員工施加簽證限制，要求在這些公司工作的美國公民根據《外國代理人登記法》註冊為外國代理人，或禁止與明知向中國提供美國管轄範圍內人員數據的公司進行交易的具體權力。
法案將授權建立一個新系統，以指導總統創建和維護「不可信應用程式和社交媒體實體」名單，並要求聯邦通信委員會發佈禁止應用程式商店和互聯網服務提供商支持這些應用程式的規則。提議中的《2023年限制法案》將明確授權對信息和通信技術和服務交易進行審查，這與根據《國際緊急經濟權力法》創建的商務部ICTS供應鏈規則分開，並將創建一個類似於美國外國投資委員會的單獨流程來審查敵對國家對ICTS公司的持股。其他提議包括擴展數據隱私框架或跨境數據傳輸，以限制TikTok的數據收集。

## 立法歷史

### 眾議院
2024年3月7日，美國眾議院能源和商業委員會一致同意支持該法案，並無需修改直接報告給眾議院。3月13日，《PAFACA法案》在眾議院以352票對65票的結果通過，其中有50名民主黨議員和15名共和黨議員投下反對票。
2024年4月20日，眾議院通過一項名為《21世紀以實力促和平法案》的外援法案（H.R. 8038），作為《公共法第118-50號》的一部分。該法案納入經過修改的《PAFACA法案》，將出售完成的期限從180天延長至至少270天。透過將潛在的TikTok禁令或資產出售與傳統上在兩黨中均有支持的外援計劃捆綁在一起，眾議院施壓參議院迅速進行聯合投票，因為重新修訂法案以排除TikTok相關條款將會延遲外援的實施。

### 參議院
參議員蘭德·保羅以《美國憲法第一修正案》為由反對該法案，並表示將阻止其通過。他的反對意見曾阻止類似的法案（S. 85）在2023年進展，但預計無法阻止這次的外援法案。2024年4月23日，參議院通過了包括《21世紀以實力促和平法案》和其他三項法案的法案，投票結果為79票贊成，18票反對。對於可能的政治反彈，時任美國參議院多數黨領袖查克·舒默表示，眾議院共和黨人將TikTok修正案塞進這項無法再等待的950億美元外援計劃中，必須「盡快通過」。共和黨的政治策略師指出，民主黨人在TikTok上的大量支持者，可能會讓簽署該法案的拜登承擔任何後果。

### 遊說活動
TikTok和字節跳動公司在反對該法案的遊說活動中投入數百萬美元。同時，一些公民自由和數位權利組織也參與反對行動，包括美國公民自由聯盟、電子前哨基金會、奈特第一修正案研究所、為未來而戰、民主與技術中心、新聞自由基金會、亞裔美國人聯盟、Access Now、華人進步會、自由工作組織和美國筆會。支持該法案的組織包括保衛民主基金會、國家裝甲行動、傳統基金會、繁榮美國人、美國原則項目、哈達薩組織和反誹謗聯盟。此外，據報導指，包括甲骨文、Google、LinkedIn、聯想、戴爾技術公司、NCTA、競爭性運營商協會和Issue One在內的其他行業和倡導組織也參與該法案的遊說活動。

## 反應
在投票前，TikTok向用戶推送全屏通知，鼓勵他們致電國會代表，提醒即將到來的法案，導致許多國會辦公室的電話被來電淹沒。在眾議院辯論中，多位議員提到這一全屏通知，稱該應用程式強迫用戶聯繫他們的代表。美國眾議院美國與中國共產黨戰略競爭特設委員會聲稱，TikTok推動用戶聯絡立法者的行為可能是非法的，並呼籲聯邦貿易委員會進行調查。
2024年3月11日，前總統特朗普譴責這項法案，稱它會給Facebook及其母公司Meta過多的權力。儘管特朗普反對，許多他的政治盟友仍然投票支持這項法案。其他支持禁令的包括對沖基金經理比爾·阿克曼和前Facebook高管薩繆爾·萊辛。
在眾議院投票後不久，中華人民共和國外交部發言人表示，該法案將美國置於「公平競爭和國際經貿規則的對立面」。中國駐美大使館的代表與美國國會工作人員會面，遊說反對該法案。據《華爾街日報》報導指，中共中央宣傳部要求官媒增加對字節跳動的正面報導，儘管北京的整體反應相對平靜。
一些TikTok創作者也動員起來反對這項法案。接受CNN採訪的人對該法案表示負面看法。北卡羅來納州眾議員傑夫·傑克遜在TikTok上擁有大量追隨者，但他投票支持該法案，結果遭到用戶的強烈反對，使他失去約20萬名追隨者。
一些倡導者和專家呼籲國會應通過全面的隱私立法，而不是專注於TikTok的法案。奈特第一修正案研究所的賈米爾·賈法表示，國會可以通過「通過全面的隱私法」來解決與TikTok相關的問題，而不會限制美國人的使用權。數位權利倡導組織「為未來而戰」的埃文·格里爾呼籲「強有力的隱私立法來保護我們的數據免受所有科技巨頭公司和政府的侵犯」。杜克大學的賈斯汀·謝爾曼教授表示，TikTok由字節跳動擁有「應引發真正的國家安全問題」，但「美國也需要針對所有公司的全面隱私和網絡安全法規」。該法案的批評者指出，最近包括中國政府在內的外國影響行動也曾針對Facebook和Twitter等美國平台。在立法者將注意力集中在TikTok時，Facebook開始允許再次出現質疑2020年美國總統選舉結果的政治廣告。
包括美國公民自由聯盟在內的一群言論自由和民權請願者指出，如果國家安全威脅無法證明這些措施的合理性，或者它們無法有效解決潛在的安全問題，禁止應用程式商店提供TikTok可能違反第一修正案，包括強迫TikTok出售的措施也可能違反此案。
據報導指，眾議院多數黨領袖史蒂夫·斯卡利斯向與TikTok及字節跳動有聯繫的K街遊說團體施壓，要求他們與該公司斷絕關係，否則將面臨眾議院中國共產黨特別委員會的調查威脅，並禁止其與國會辦公室舉行未來會議。自2019年以來，貿易協會NetChoice一直代表TikTok，之前該協會曾在其他努力中為禁止或強迫該平台出售而辯護。但在2024年5月5日，NetChoice提交一份法庭之友意見書，要求第九巡迴上訴法院維持對蒙大拿州SB 419的禁令，該法案試圖禁止TikTok在該州運營，但在生效之前被美國地區法院法官當勞·莫洛伊阻止。2024年5月9日，NetChoice中止TikTok成員資格。

### 以色列—哈馬斯戰爭
一些反對該法案的人認為，推動禁令的原因在於相信TikTok導致以色列和美國在以色列—哈馬斯戰爭中的不受歡迎程度增加，儘管這一信念缺乏明確的證據
。北美猶太聯合會在眾議院投票前表態支持該禁令，稱「社交媒體是美國反猶太主義增長的主要推動力」，而「TikTok是最嚴重的罪魁禍首」。阿拉伯裔以色列人少數民族權利法律中心Adalah的桑德拉·塔瑪里指出，如果反猶太主義是主要關注點，那麼禁令的支持者也應該關注X／Twitter，因為那裡充斥著反猶太的陰謀論。她認為真正的原因是「他們無法控制TikTok」，而這個平台讓巴勒斯坦的聲音能夠直接傳播。
美國—伊斯蘭關係委員會副主任愛德華·艾哈邁德·米切爾指出，限制人們訪問TikTok是政客們的虛偽行為，因為人們在這個平台上更自由地表達對巴勒斯坦人權的支持。他補充說，年輕人通過主流媒體之外的信息變得更加同情巴勒斯坦人。
2024年5月，支持該法案的參議員米特·羅姆尼和眾議員邁克·勞勒表示，《PAFACA法案》的通過是由於支持以色列的立法者對以色列—哈馬斯戰爭的批評和以色列及美國政府處理衝突方式的審查推動的。他們特別指責TikTok和社交媒體影響公眾對以色列的看法，並促成反對戰爭的抗議活動。這些言論引發言論自由和公民權利倡導者的批評，認為該法案是隱性觀點歧視，違反《第一修正案》。

### 法律挑戰
TikTok和字節跳動在2024年5月7日對美國政府提起訴訟，距離法案通過僅數周。TikTok認為該法案侵犯言論自由

。由於出售的最後期限在2025年1月，該案件被加速安排至美國哥倫比亞特區巡迴上訴法院和美國最高法院審理。觀察人士普遍認為，法院很可能會維持該法案的合憲性
。2025年1月17日，法院發出一致判決，判決該法案合憲。
參議員艾德·馬基在口頭辯論後和最後期限前提出立法，將字節跳動和TikTok遵守法案的期限延長270天，以便給最高法院做出裁決的時間，並讓公司有時間制定未來計劃。

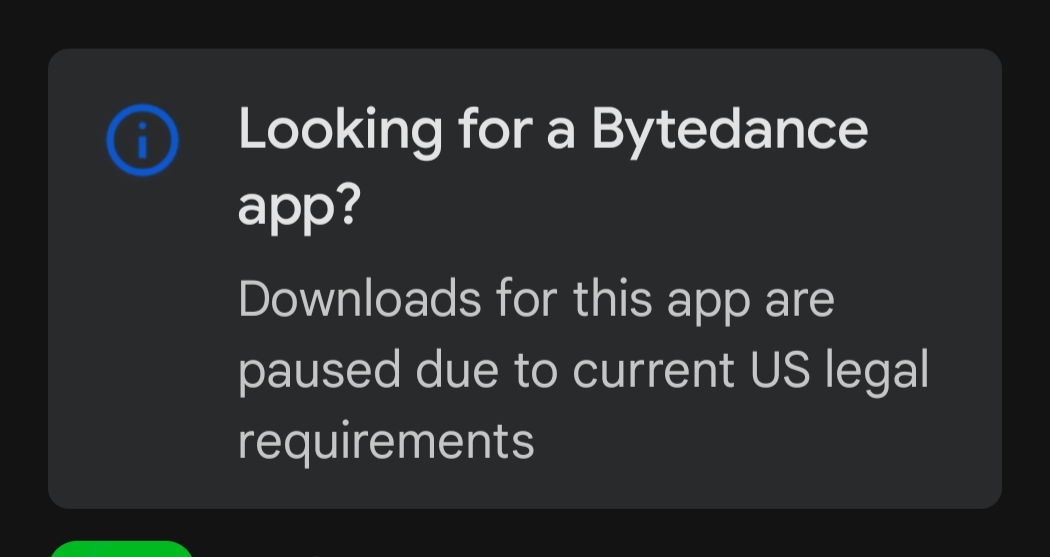
當美國用戶在Google Play商店搜尋字節跳動旗下的應用程式時，顯示給用戶的訊息

2025年1月16日，拜登政府一位官員表示，將是否執行該裁決的決定留給即將上任的第二任特朗普政府，該政府將於1月20日上任。字節跳動於2025年1月18日選擇關閉TikTok並將其從應用商店中移除，但在向用戶發送的消息中表示，他們預計這只是暫時的停運，等待特朗普上任。此舉還影響字節跳動旗下的CapCut、Lemon8、Marvel Snap和Lark，並波及一些加拿大用戶。
2025年1月19日，特朗普確認他將在上任後發佈行政命令，延長字節跳動尋找買家的期限，這促使TikTok於同日恢復服務，特朗普並確保不會對應用商店提供商進行起訴。特朗普暗示，美國政府可能會安排擁有TikTok的50%股權，這將滿足《PAFACA法案》的所有權要求，但可能會引發審查和《第一修正案》相關問題。特朗普於1月20日就職後簽署行政命令，將《PAFACA法案》的執行推遲至少75天，以便他的政府有機會確定適當的行動方向。

### 引用
- Busch, Kristen E.  (报告). Congressional Research Service. 2023-03-29  [2024-12-19]. （原始内容存档于2025-02-02） （英语）.
- Figliola, Patricia Moloney.  (报告). Congressional Research Service. 2023-06-30  [2024-12-19]. （原始内容存档于2025-02-01） （英语）.
- Mulligan, Stephen P.  (报告). Congressional Research Service. 2023-09-28  [2024-12-18]. （原始内容存档于2025-02-02） （英语）.
- (PDF) (报告). U.S. Government Publishing Office. 2024-03-11  [2024-12-25]. （原始内容存档 (PDF)于2025-02-03） （英语）.
- Benson, Peter J.; Brannon, Valerie C.; Linebaugh, Chris D.; Lampe, Joanna R.; Mulligan, Stephen P.  (报告). Congressional Research Service. 2024-03-15  [2024-12-06]. （原始内容存档于2025-02-01） （英语）.
- Benson, Peter J.; Brannon, Valerie C.; Lampe, Joanna R.  (报告). Congressional Research Service. 2024-05-09  [2024-12-06]. （原始内容存档于2025-01-29） （英语）.
- Sutherland, Michael D.; Benson, Peter J.; Cho, Clare Y.  (报告). Congressional Research Service. 2024-05-14  [2024-12-06]. （原始内容存档于2025-02-01） （英语）.
- Benson, Peter J.; Brannon, Valerie C.; Lampe, Joanna R.  (报告). Congressional Research Service. 2024-12-19  [2024-12-19]. （原始内容存档于2025-01-28） （英语）.

## 外部鏈接
- 修正後的《保護美國免受外國對手控制的應用程序法案》 （页面存档备份，存于）（USLM （页面存档备份，存于）/詳細信息 （页面存档备份，存于））在GPO的法令彙編 （页面存档备份，存于）
- 通過的《保護美國免受外國對手控制的應用程序法案》（PDF/詳細信息）在美國法典匯編中
- . C-SPAN. 2023-03-23  [2024-12-24]. （原始内容存档于2025-01-20） （英语）.